# Theophrastoideae
Theophrastoideae, potporodica jaglačevki. Sastoji se od dva tribusa iz tropskih regija Amerike. Tipični rod  teofrasta (Theophrasta) ouhvaća dvije vrste vazdazelenih grmova, a  ograničen je na otok Hispaniolu u Antilima.
Potporodica je ranije bila priznata kao porodica, Theophrastaceae.

## Tribusi
1. Tribus Samoleae Rchb.
  1. Samolus L. (13 spp.)
2. Tribus Theophrasteae Bartling
  1. Theophrasta L. (2 spp.)
  2. Neomezia Votsch (1 sp.)
  3. Clavija Ruiz & Pav. (56 spp.)
  4. Jacquinia L. (18 spp.)
  5. Deherainia Decne. (2 spp.)
  6. Votschia B. Ståhl (1 sp.)
  7. Bonellia Bertero ex Colla (29 spp.)